# Parlamentswahl in St. Lucia 1979
Die Parlamentswahl in St. Lucia 1979 (englisch General elections) waren die elften Parlamentswahlen in St. Lucia.

## Wahl
Die Wahl fand am 2. Juli 1979 statt. Sieger war die Saint Lucia Labour Party, welche zwölf der siebzehn Sitze errang. Die Wahlbeteiligung lag bei 68 %.
| Partei                    | Stimmen | %    | Sitze |
| ------------------------- | ------- | ---- | ----- |
| Saint Lucia Labour Party  | 25.294  | 56.2 | 12    |
| United Workers Party      | 19.706  | 43.8 | 5     |
| Invalid/blank votes       | 1.191   | –    | –     |
| Total                     | 46.191  | 100  | 17    |
| Registered voters/turnout | 67.917  | 68   | –     |
| Source: Nohlen, PDBA      |         |      |       |